# Rozchodový Reggaeton
Rozchodový Reggaeton singiel słowackiej pop piosenkarki Kristíny wydany w 2013.
Rozchodový Reggaeton ukazał się 26 sierpnia 2013 roku na oficjalnej stronie youtube Kristíny. Jest to drugi singiel promujący pierwszą w karierze piosenkarki, kompilację jej największych przebojów.

## Promocja
Rozchodový Reggaeton Kristína zaśpiewała po raz pierwszy w ramach Horehronie Tour 2013. W ramach tej trasy koncertowej Kristína odwiedziła 13 miast w Czechach.

## Teledysk
Teledysk nagrywany był w Czechach i Holandii. Premiera odbyła się 22 października 2013 roku, dwa dni później teledysk został zamieszczony na oficjalnym kanale piosenkarki.

## Notowania
| Lista                           | Pozycja |
| ------------------------------- | ------- |
| Słowacja Rádio sk50 Oficiálna   | 12      |
| Słowacja RADIO TOP100 Oficiálna | 100     |
| Czechy RADIO cz50 Oficiální     | 16      |
| Czechy RADIO TOP100 Oficiální   | 68      |